# Marie Fredrikssonová
Marie Fredrikssonová, původním jménem Gun-Marie Fredriksson (30. května 1958 Össjö – 9. prosince 2019 Djursholm, část obce Danderyd), byla švédská zpěvačka, skladatelka a pianistka. Proslula především ve skupině Roxette, kterou založila spolu s Perem Gesslem roku 1986. Na svém kontě však měla i sólové projekty.

## Kariéra

### Začátky
Začínala v kapele Strul, kterou vedl její tehdejší přítel. Její další kapela, vytvořená s novým přítelem, se jmenovala MaMas Barn. S ní hrála po barech ve městě Halmstad. Zde si jejího talentu povšimli v polovině 80. let společně Per Gessle (v té době zpěvák populární švédské skupiny Gyllene Tider) a známý švédský zpěvák Lasse Lindbom. Ten jí nabídl, aby spolu nazpívali duet (Så nära nu). Gessle i Lindbom Marii přesvědčovali, aby zahájila sólovou kariéru. Marie tak natočila své první sólové album Het vind, které produkoval Lindbom. Roku 1986 vydala druhé sóloalbum Den sjunde vågen, které z ní učinilo jednu z nejznámějších zpěvaček ve Švédsku.

### Globální úspěch s Roxette
Gessle, Lindbom, Marie a Mats Persson se poté pokusili rozjet novou kapelu nazvanou Spännande Ostar, ale Gessle přišel brzy s novým konceptem: duo, které by tvořil on a Marie, a které by zpívalo anglicky a pokusilo se prorazit mimo hranice Švédska. Zvolil název Roxette. Kapela měla rychle úspěch, přesto Marie stále souběžně zpívala sólově a švédsky a roku 1987 vydala třetí sólové album Efter stormen. Zlom přišel roku 1989, kdy Roxette nahráli superhit The Look, který zaznamenal mimořádný mezinárodní úspěch a vytvořil z Roxette jedny z nejznámějších švédských umělců ve světě. Z alba Look Sharp! (druhé album Roxette) ihned zaznamenal podobný úspěch i song Listen to Your Heart. Marie se tedy začala věnovat plně Roxette. Popularitu Roxette, zejména v USA, umocnil hit It Must Have Been Love k filmu Pretty Woman s Julií Robertsovou a Richardem Gerem v hlavních rolích. Roku 1991 Roxette přišli s třetím albem Joyride. V roce 1992 Marie nahrává velmi osobní a intimní album Den ständiga resan. Další desku "I En Tid Som Var" vydala roku 1996.

### Rakovina a comeback

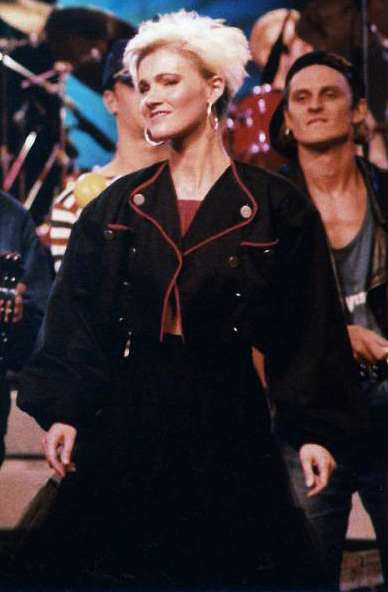
V počátcích Roxette, roku 1987

Roku 2002 u ní lékaři objevili zhoubný mozkový nádor. Podstoupila operaci, sérii chemoterapií a radioterapií a náročnou rekonvalescenci. Učila se znova číst, psát, počítat. Vyhledávala klid a začala malovat. Údajně oslepla na pravé oko. Dva roky se vyhýbala veřejnosti, přišla si v té době převzít pouze vyznamenání od krále Carla Gustafa XVI. Až roku 2005 poskytla rozhovor deníku Aftonbladet, kde oznámila, že rakovinu porazila a chce se vrátit k hudbě. Učinila tak dvěma sólovými deskami, její první anglickou The Change a švédsky zpívanou deskou cover verzí Min Bäste Vän. Připravila také výstavu svých obrazů nazvanou After The Change.
Roku 2009 po delší době obnovila spolupráci s Perem Gesslem. Roxette vystoupili jako hlavní hvězdy turné Night of the Proms se symfonickým orchestrem v projektu spojujícím populární a vážnou hudbu. Mimořádný zájem publika je přiměl k regulérnímu comebacku a vydání nového studiového alba Charm School roku 2011. Následovalo úspěšné světové turné v letech 2011–2012, kdy vystoupili také ve vyprodaných halách v Praze a Ostravě. Do Prahy se vrátili znovu v roce 2015 a 21. května toho roku vystoupili v O2 areně.
Zemřela ráno 9. prosince 2019 po dlouhé nemoci ve věku 61 let.

## Diskografie

### S Roxette
- Pearls of Passion (1986)
- Look Sharp! (1988)
- Joyride (1991)
- Tourism (1992)
- Crash! Boom! Bang! (1994)
- Have a Nice Day (1999)
- Room Service (2001)
- Charm School (2011)
- Travelling (2012)
- Good Karma (2016)

### Sólová alba
- Het vind (1984)
- Den sjunde vågen (1985)
- Efter stormen (1987)
- Den ständiga resan (1992)
- I en tid som vår (1996)
- The Change (2004)
- Min bäste vän (2006)
- Nu! (2013)